# Avanti – Projekt undogmatische Linke
Avanti – Projekt undogmatische Linke war eine 1989 gegründete linksradikale politische Organisation in Norddeutschland, die 2014 in der Interventionistischen Linken aufging. In ihrem Grundsatzpapier bekannte sich die Gruppe zu einer revolutionären Veränderung der Gesellschaft. Der Verfassungsschutz ordnete die Gruppe als linksextremistisch ein.

## Geschichte und Organisation

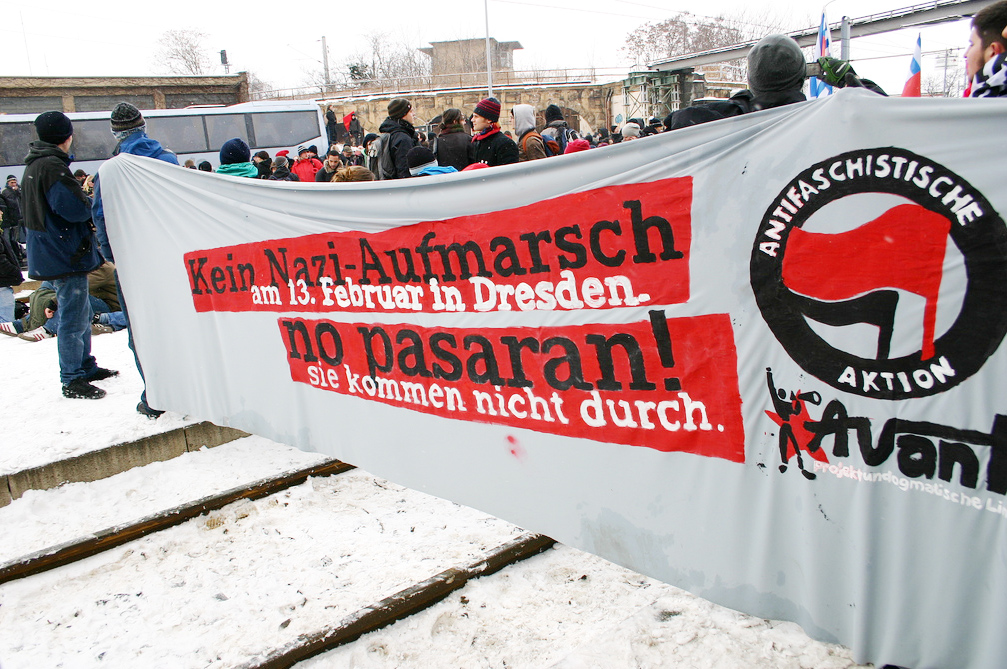
Avanti-Banner in Dresden 2010

Avanti wurde 1989 als Zusammenschluss der Autonomen Gruppe Kiel mit dem Lübecker Arbeitskreis antiimperialistischer Widerstand gegründet. Während größere Ansätze bundesweiter Zusammenarbeit in den 1990er Jahren zunächst scheiterten, nahm Avanti immer wieder einzelne Gruppen auf.
Seit den gewalttätigen Protesten gegen den G8-Gipfel in Heiligendamm 2007 ist Avanti Teil der Interventionistischen Linken, einem bundesweiten Zusammenschluss von Gruppen und Einzelpersonen der radikalen Linken. In den linken Bündnissen zum G8-Gipfel, insbesondere der Kampagne Block G8, die die Massenblockaden der Zufahrtsstraßen organisierte, spielte Avanti eine zentrale Rolle.
Im Juni 2008 schloss sich die Bremer Gruppe „solid.org – Organisierung linker Basisgruppen“, die aus dem ehemaligen Bremer Landesverband von 'solid - die sozialistische jugend hervorgegangen war, als siebte Ortsgruppe an.
Ende September 2014 erklärte Avanti, dass sich die Organisation in die Interventionistische Linke auflöst: "Konkret haben wir beschlossen, dass unsere Ortsgruppen in Kiel, Norderstedt, Lübeck, Hamburg und Bremen ab sofort lokale Gruppen der Interventionistischen Linken sind. Die Avanti-Gruppen in Hannover und Berlin werden ihre Integration in die dortigen örtlichen Strukturen der IL fortsetzen und vollenden. Unsere überregionale praktische Zusammenarbeit erfolgt zukünftig ausschließlich im Rahmen der IL." Sie verstehen diesen Schritt als "gemeinsamen Aufbruch – in und mit der Interventionistischen Linken (IL), die im Begriff ist, zu einer lokal verankerten, bundesweit handlungsfähigen und europäisch vernetzten linksradikalen Organisation zu werden."

## Themen und Aktivitäten
Avanti befasste sich mit Antifaschismus, Globalisierungskritik und Bildungspolitik sowie sozialen Kämpfen und Klimawandel.

## Einschätzung durch die Verfassungsschutzbehörden
Die Organisation wurde vom Verfassungsschutz beobachtet und durch das Bundesamt für Verfassungsschutz und den Verfassungsschutz der Bundesländer Hamburg, Schleswig-Holstein und Niedersachsen als linksextremistisch eingestuft.